# Кеннел, Стивен
Стивен Джозеф Кеннел (англ. Stephen Joseph Cannell; 5 февраля 1941 — 30 сентября 2010) — американский телевизионный продюсер, сценарист, писатель, эпизодический актёр и основатель Stephen J. Cannell Productions.

## Ранние годы
Стивен Кеннел родился 5 февраля 1941 года в Лос-Анджелесе, Калифорния. Рос в соседней Пасадене. Его родителям, Кэролайн (урожденная Бейкер) и Джозефу Кнаппу Кеннелу, принадлежала сеть мебельных магазинов. Кеннел боролся с дислексией в школе. В 1964 году окончил Орегонский университет с дипломом бакалавра в области журналистики. В университете он вступил в братство Сигма Хи.

## Карьера
После окончания колледжа Кеннел провел четыре года в семейном бизнесе, прежде чем в 1968 году продал свой первый сценарий к сериалу компании Universal «Требуется вор». Он был быстро нанят телевизионным отделением Universal Studios и вскоре в качестве внештатного работника писал для других детективных сериалов, таких как «Айронсайд» и «Коломбо». В 1971 году он получил свою первую постоянную работу в качестве редактора четвёртого сезона полицейского сериала Джека Уэбба «Адам-12».
Кеннел создал или принимал участие в создании почти 40 телесериалов, в основном детективных, в их числе «Досье детектива Рокфорда», «Величайший американский герой», «Команда „А“», «Умник», «Джамп стрит, 21», «Шёлковые сети», «Комиссар полиции» и других. При этом он, по его собственным подсчётам, написал сценарии более чем к 450 сериям и был продюсером или исполнительным продюсером более чем 1500 серий.
Он описал свои ранние финансовые условия в интервью 2002 года:
Я подписал контракт с Universal в качестве главного сценариста за 600 долларов в неделю. Я был самым дешёвым писателем из всех. Это был самый низкий уровень сделки, которую вы могли совершить по стандартам Гильдии сценаристов. Но до этого на своего папу я работал за 7000 долларов в год. За восемь лет в "Universal" я никогда не пересматривал свою сделку, пока не начал писать пилотные серии. Была одна штука в моём договоре, которую мой агент умудрился вставить туда — хорошие гонорары за пилотные серии. Дело в том, что в компании и не думали, что я буду писать пилотные серии. 70 000 долларов — двухчасовая пилотная серия и 100 000 долларов в качестве премии, если она когда-нибудь будет снята. После этого я стал самым «горячим» писателем пилотных серий на Universal. Я писал две-три пилотных серии за сезон и получал 400 000 долларов гонораров в год.
К концу 1980-х годов в целях снижения издержек производства Кеннел открыл студию в Ванкувере, Британская Колумбия. Одним из первых сериалов, снятых там, был «Джамп стрит, 21», ставший самым высокорейтинговым шоу первого сезона новой сети Fox. Детективный сериал-антология для CBS «Место преступления» также был снят в Ванкувере. В 1995 году компания New World Communications приобрела продюсерскую компанию Кеннела, после чего он основал Cannell Studios. Одним из первых шоу, выпущенных вновь созданной Cannell Studios, была недолгая и негативно встреченная критиками корпоративная драма «Прибыль».
На протяжении многих лет офис Кеннела была в Paramount Studios в Голливуде, хотя почти все его шоу почти всегда распространялись Universal Studios.
В 2000-х годах Кеннел переключился на написание романов. По состоянию на 2008 год он написал четырнадцать романов, семь из них — о детективе Шейне Скалли из департамента полиции Лос-Анджелеса. Восьмая книга из этой серии, «На острие ножа», вышла в 2009 году.
В 2010 году телесериал Кеннела «Команда „А“» был адаптирован в полнометражный кинофильм. Кеннел работал продюсером и творческим консультантом проекта.
Также Кеннел иногда выступал в качестве актёра. Он играл одну из главных ролей «Голландца» Диксона в сериале «Отступник» и снялся в эпизоде сериала «Шёлковые сети» в сцене, в которой персонажу Кеннела говорили: «Ты выглядишь, как тот писатель по телевизору», на что он овечал: «Я такой всегда». Он также был ведущим документального сериала U.S. Customs Classified, посвящённого работе таможенной службы США. Кеннел появлялся в роли самого себя в трёх эпизодах телесериала «Касл», наряду с Джеймсом Паттерсоном, Деннисом Лихейном и Майклом Коннелли он был одним из приятелей Касла по покеру. В третьем сезоне «Касла» после смерти писателя свободное место за покерным столом оставалось пустым в течение всего года.

## Логотип
Закрывающий логотип его продюсерской компании показывает Кеннела печатающим на пишущей машинке, а затем выдёргивающим и отбрасывающим в сторону законченный лист, который приземляется на стопку бумаги и вместе с двумя верхними листами закручивается, образуя C на чёрном фоне — логотип его компании. Логотип часто обновлялся, основные отличия были в одежде Кеннела, добавлении новых наград на заднем плане, иногда Кеннел на снятой в живую части оказывался в новом офисе. Ранние примеры также отличаются тем, что Кеннел, печатая, курит трубку. Логотип стал частью американской поп-культуры и пародировался в таких шоу, как «Студия 30», «Гриффины» и «Симпсоны». После смерти Кеннела в эпизоде телесериала «Касл» был показан логотип со словами «Коллега, наставник, друг» и «Мы будем скучать по тебе, приятель». Лист так же отбрасывается печатающим Кеннелом, но стопка бумаги отсутствует, и одинокий лист проносится вниз и исчезает из поля зрения.

## Личная жизнь
Кеннел женился на своей школьной возлюбленной Марше, с которой дружил с восьмого класса. У пары родилось четверо детей: две дочери, Тауния и Челси, и два сына, Коди и Дерек. Дерек умер в 1981 году в возрасте 15 лет, когда замок из песка, который он строил на пляже, рухнул, и мальчик задохнулся под ним.
В 2009 году в документальном фильме «Дислексия» вышло интервью с Кеннелом, в котором он рассказывал о своей борьбе с дислексией и как ему, несмотря на трудности с чтением, удалось стать успешным писателем. Во время интервью он упоминал о том, как он нанимал машинисток, чтобы преодолеть свою «проблему с правописанием», и описывал, как его недуг обогатил его жизнь.
До своей смерти Кеннел жил в Лос-Анджелесе.

## Смерть
Стивен Кеннел умер 30 сентября 2010 года в 69 лет от осложнений меланомы в Пасаденской клинике. Похоронен в Лос-Анджелесе на кладбище Форест-Лаун.

## Фильмография

### Актёр
| Год       |    | Русское название           | Оригинальное название              | Роль                              |
| --------- | -- | -------------------------- | ---------------------------------- | --------------------------------- |
| 1980      | с  | —                          | Tenspeed and Brown Shoe            | в роли самого себя                |
| 1986      | тф | Война Чарли Ханны          | Charley Hannah                     | Роско Теннер                      |
| 1980      | с  | Частный детектив Магнум    | Magnum, P.I.                       | детектив отеля / начальник охраны |
| 1989      | ф  | Кризис личности            | Identity Crisis                    | коронер                           |
| 1991      | с  | Санта-Барбара              | Santa Barbara                      | шофёр Иден                        |
| 1992—1996 | с  | Шёлковые сети              | Silk Stalkings                     | продавец БМВ / Рой Конрой         |
| 1992—1997 | с  | Отступник                  | Renegade                           | Маршал «Голландец» Диксон         |
| 1993      | ф  | Вооружённый отряд          | Posse                              | Джимми Лав                        |
| 1995      | с  | —                          | U.S. Customs Classified            | ведущий                           |
| 1997—1999 | с  | Диагноз: убийство          | Diagnosis: Murder                  | Джексон Берли                     |
| 1998      | с  | —                          | Linehan                            | гость                             |
| 1998      | тф | Дорожная полиция ’99       | CHiPs ’99                          | Бендикс                           |
| 1999      | ф  | Контракт                   | The Contract                       | Уильям гудвин                     |
| 1999—2000 | с  | Полицейские на велосипедах | Pacific Blue                       | судья Джей Гуннар Хэллоран        |
| 2002      | ф  | Ходячие трупы              | Dead Above Ground                  | Кал Хедден                        |
| 2002      | ф  | Ни жив ни мёртв            | Half Past Dead                     | Фрэнк Хаббард                     |
| 2003      | тф | Критический уровень        | Threshold                          | Пачело Лавал                      |
| 2005      | тф | —                          | Trudeau II: Maverick in the Making | Кид Рой                           |
| 2007      | тф | Ледяные пауки              | Ice Spiders                        | Фрэнк Стоун                       |
| 2008      | с  | Армейские жёны             | Army Wives                         | глава радиостанции                |
| 2009—2010 | с  | Касл                       | Castle                             | в роли самого себя                |